# Grube Gewinn

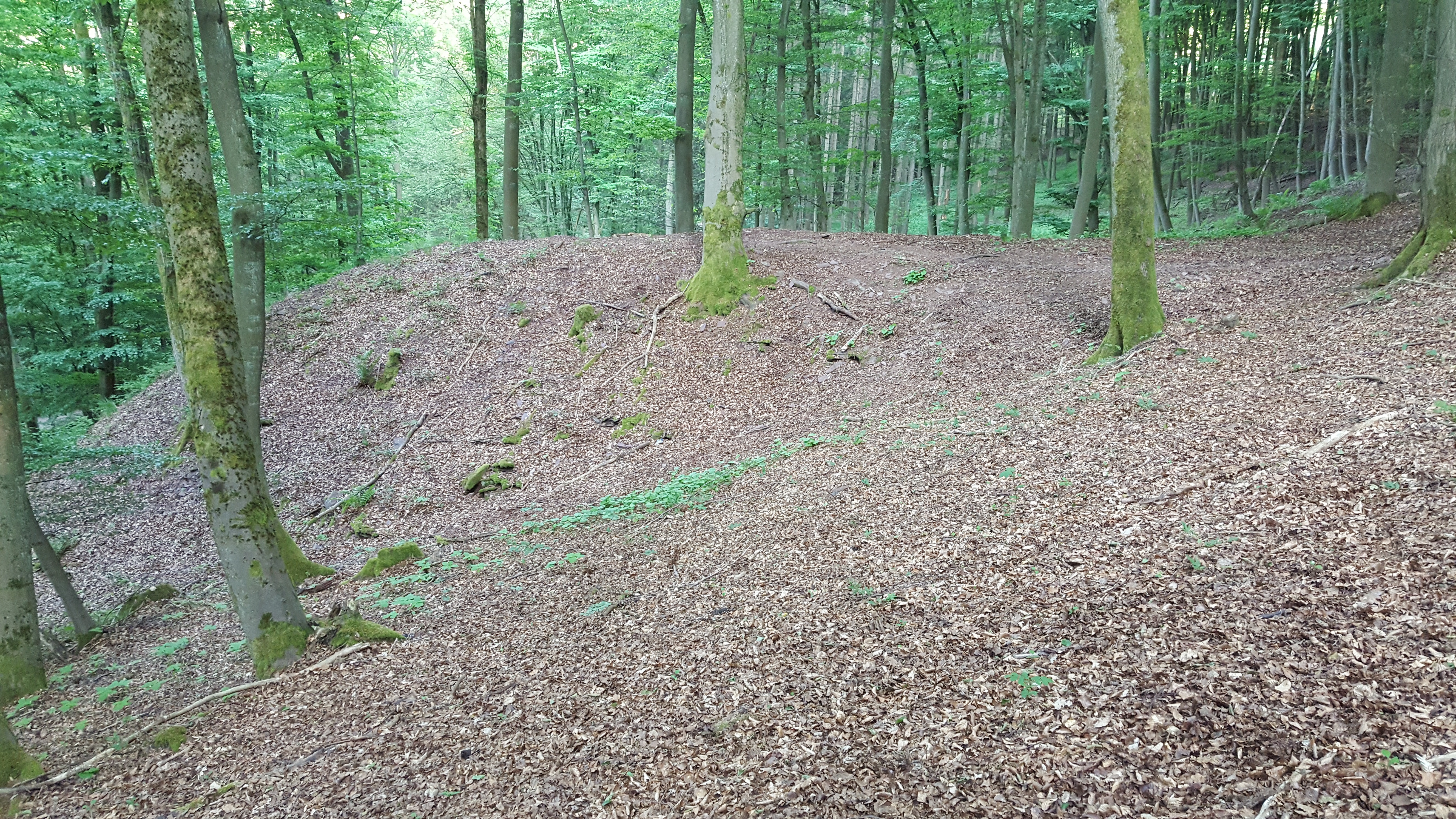
Abraumhalde der Grube Gewinn im Schindelbachtal

Die Grube Gewinn war ein Eisenbergwerk bei Sechshelden (Gemeinde Haiger) im Lahn-Dill-Kreis. Die Grube lag zwischen Sechshelden und Haiger in einem Waldgebiet im oberen Schindelbachtal südlich der Bundesstraße 277. Abgebaut wurde ungefähr zwischen 1804 und 1806 Eisen.
Der Hauptstollen dürfte keine 100 m Länge aufgewiesen haben (Quelle: Karte mit Einzeichnung des Stollens). Heute ist noch die Abraumhalde der Grube sowie der vermutliche Ort des verschütteten Stollenmundlochs zu sehen.